# Aráni ábécé
Az aráni ábécé az aráni nyelv írására használt latin betűs ábécé. Alapvetően az okcitán ábécére épül, de nagy katalán befolyással. A latin ábécé mind a 26 betűjét használja:
A betűk nevei: a, be alta, ce, de, e, efa, ge, hach, i, jota, ca, ela, ema, ena, o, pe, cu, erra, essa, te, u, ve baisha, ve doble, ics, i grega, zeta.
A k, w, y betűk csak idegen eredetű szavakban és nevekben fordulhatnak elő.
Az ábécének nem részei – tehát a betűrendbe szervezést nem befolyásolják – a következő mellékjeles betűk: à, é, è, í, ó, ò, ú; ï, ü; ç. A középső pont (·) elválasztja az összetett betűket, például az s·h nem sh-ként ejtendő, hanem két különálló betű, az s és az h kapcsolataként.

## Forrás
- Aitor Carrera: Gramatica Aranesa. (okcitánul) Lleida: Pagès Editors. 2007.  ISBN 978-84-9779-484-8